# Епархия Аяччо
Епархия Аяччо (лат. Dioecesis Adiacensis, фр. Diocèse d'Ajaccio) — католическая епархия во Франции. Территория епархии распространяется на остров Корсика. Епархия суффраганна по отношению к митрополии Марселя. Центр епархии — город Аяччо.

## История
Епархия на Корсике основана в III веке как суффраган архиепархии Пизы. Её первым епископом был Эвандер, который принимал участие в соборе в Риме в 313 году.
До 1801 года на территории Корсики существовало ещё пять небольших епархий, в 1801 году они были упразднены, их территория присоединена к епархии Аяччо, а сама епархия Аяччо вошла в митрополию Экс-ан-Прованса. 16 декабря 2002 года, в связи с утратой архиепархией Экса статуса митрополии, епархия Аяччо вошла в митрополию Марселя.

## Ординарии епархии
- епископ Луи Себастьяни де Ла Порта (16.06.1802 — † 9.12.1831);
- епископ Туссен Казанелли д’Истрия (30.09.1833 — † 12.10.1869);
- епископ Пьер-Поль де Куттоли (21.03.1870 — † 18.12.1870);
- епископ Франсуа-Андре-Ксавье де Гаффори (6.05.1872 — † 14.07.1877);
- епископ Поль-Матьё де Ла Фоата (21.09.1877 — † 3.01.1899);
- епископ Луи Оливьери (14.12.1899 — † 17.05.1903);
- епископ Мари-Жозеф Олливье (21.02.1906 — † 21.03.1906);
- епископ Жан-Батист Десанти (13.07.1906 — † 12.02.1916);
- епископ Огюст-Жозеф-Мари Симеон (27.05.1916 — 30.07.1926 — назначен епископом Фрежюса);
- епископ Жан-Марсель Родье (29.04.1927 — 7.03.1938 — назначен епископом Ажена);
- епископ Жан-Батист-Адриен Льоса (14.09.1938 — 26.07.1966);
- епископ Андре Шарль Коллини (26.07.1966 — 22.12.1972 — назначен архиепископом-коадъютором Тулузы);
- епископ Жан-Шарль Тома (4.02.1974 — 23.12.1986 — назначен епископом-коадъютором Версаля);
- епископ Совёр Казанова (13.08.1987 — 5.01.1995);
- епископ Андре-Жан-Рене Лакрамп (5.01.1995 — 13.08.2003 — назначен архиепископом Безансона);
- епископ Жан-Люк Брунен (6.05.2004 — 24.06.2011 — назначен епископом Гавра);
- епископ Оливье де Жерме (22.02.2012 — 22.10.2020 — назначен архиепископом Лиона);
- кардинал Франсуа-Ксавье Бустильо, O.F.M. Conv. (11.05.2021 — по настоящее время).

## Структура
Согласно статистике на 2006 год в епархии Аяччо 434 прихода, 103 священника, 74 монаха (в том числе 32 иеромонаха), 49 монахинь и 16 постоянных диакона. Число католиков — 243 тысячи человек (около 92 % общего населения епархии). Кафедральный собор архиепархии — Собор Успения Пресвятой Богородицы. В деревне Каргезе в 30 километрах от Аяччо проводятся службы по византийскому обряду, значительное число жителей этой деревни составляют греки, бежавшие на Корсику в 1676 году с Пелопоннеса, спасаясь от турецких преследований.

## Источник
- Annuario Pontificio, Libreria Editrice Vaticana, Città del Vaticano, 2003, ISBN 88-209-7422-3